# Articulatia aberrans
Articulatia aberrans är en ringmaskart som beskrevs av Nogueira, Hutchings och Ayrton Amaral 2003. Articulatia aberrans ingår i släktet Articulatia och familjen Terebellidae. Inga underarter finns listade i Catalogue of Life.